# Nobuhito Toriizuka
Nobuhito Toriizuka (født 7. august 1972) er en tidligere japansk fodboldspiller.
Han har spillet for flere forskellige klubber i sin karriere, herunder Consadole Sapporo og Thespa Kusatsu.